# Candidatus Liberibacter solanacearum
Espèce
Candidatus Liberibacter solanacearum est une espèce de bactérie phytopathogène qui infecte principalement des plantes de la famille des Solanaceae : tomate, pomme de terre, piment, etc. Cette bactérie est responsable chez la pomme de terre de la maladie dite de la chips zébrée. Elle a également été trouvée sur des cultures de carottes en Europe (Scandivanie, Espagne, notamment).
Elle est transmise par des insectes vecteurs du genre Bactericera, Bactericera cokerelli, le psylle de la pomme de terre ou Bactericera trigonica.
Quatre haplotypes ont été décrits au sein de cette espèce : LsoA, LsoB (identifiés à partir de Solanacées d'Amérique du Nord et de Nouvelle-Zélande) et LsoC, LsoD (identifiés à partir de carottes d'Europe).

## Liste des sous-taxons
Selon NCBI (21 sept. 2011) :
- Candidatus Liberibacter solanacearum CLso-ZC1